# 韋斯特巴赫河
51°32′47″N 7°12′52″E / 51.54644°N 7.21455°E

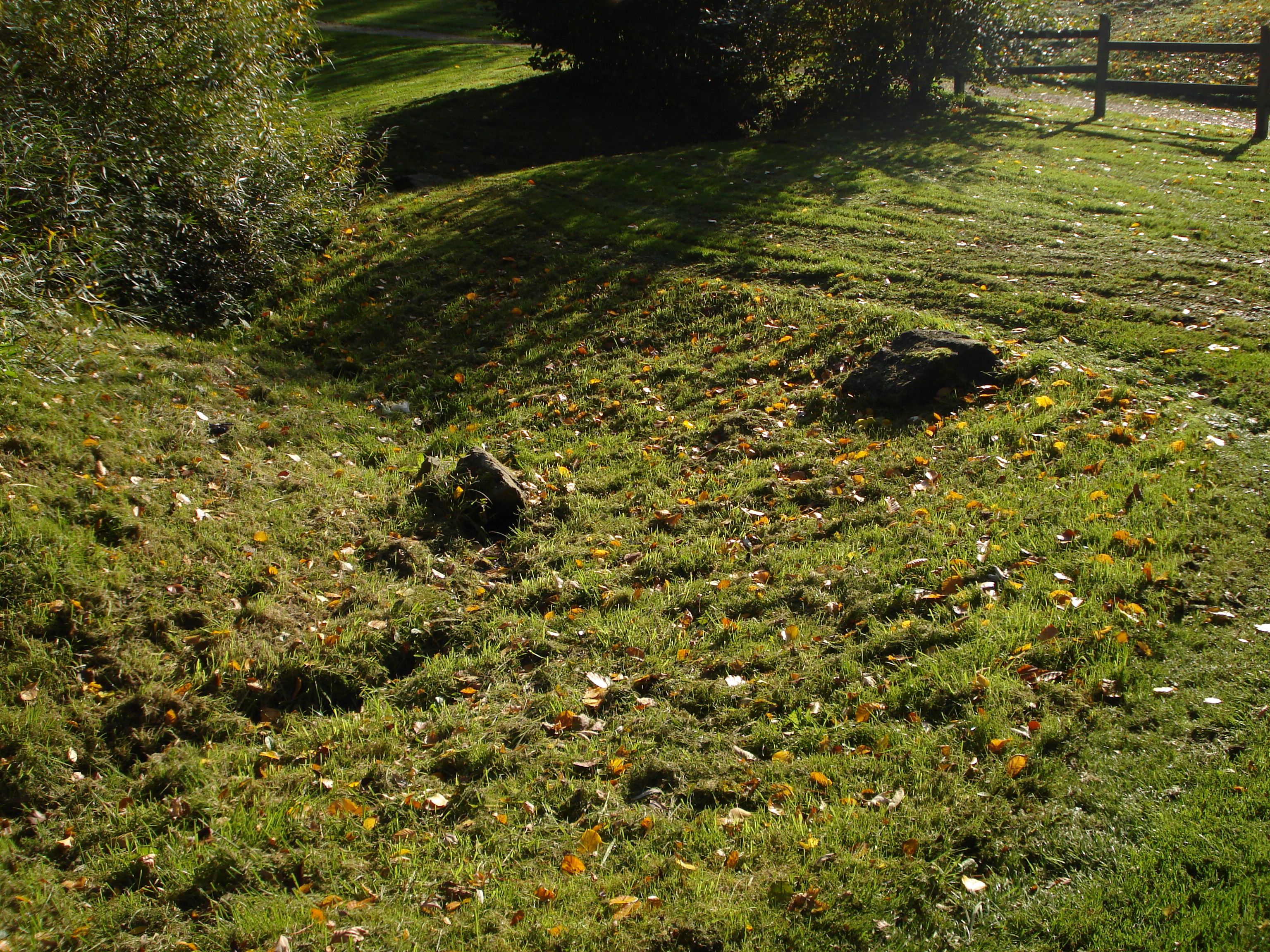

韋斯特巴赫河（德語：Westbach），是德國的河流，位於該國西部，處於北萊茵-威斯特法倫州，屬於奧斯特巴赫河的左支流，流經魯爾區，河道全長3.5公里。